# 十八學士
十八學士是指北周、唐朝时的十八位知識分子。

## 北周时期
北周武帝建德六年（577年），周武帝率军攻下邺城，北齐灭亡。阳休之、袁聿修、李祖钦、元修伯、司马幼之、崔达拏、源彪、李若、李孝贞、卢思道、颜之推、李德林、陆乂、薛道衡、元行恭、辛德源、王劭、陆开明等十八人随周武帝西行入北周长安，是为十八学士之始。

## 唐太宗时期
唐太宗在秦王時建“文學館”，收聘賢才，以杜如晦、房玄齡、于志寧、蘇世長、姚思廉、薛收、褚亮、陸德明、孔穎達、李玄道、李守素、虞世南、蔡允恭、顏相時、許敬宗、薛元敬、蓋文達、蘇勗十八人並為學士。復命畫家閻立本為十八學士畫像， 即為《十八學士寫真圖》，褚亮題贊。當時獲唐太宗選入文學館者稱為“登瀛洲”，後人有所謂“十八學士登瀛洲”，又因唐太宗常與門下十八學士弈棋，後人因此畫有《十八學士弈棋圖》。

## 唐玄宗时期
唐玄宗開元時，於上陽宮食象亭，以張說、徐堅、賀知章、趙冬曦、馮朝隱、康子元、侯行果、韋述、敬會真、趙玄默、毋煚、呂向、咸廙業、李子釗、東方顥、陸去泰、余欽、孫季良為十八學士，命董萼畫像，並記錄所有十八學士的姓名、表字、爵位、籍貫等。

## 五代時期
五代楚國君王馬希範在位時曾仿照唐太宗設天策府文學館的先例，以幕僚李铎、潘玘、拓跋恒、李宏皋、李庄、徐收、彭继英、廖匡圖、徐仲雅、邓懿文、李松年、衛曮、彭继勋、萧铢、何仲举、孟玄晖、刘昭禹等十八人為學士，號稱“天策府十八學士”。